# Брејди (Тексас)
Брејди (енгл. Brady) град је у америчкој савезној држави Тексас. По попису становништва из 2010. у њему је живело 5.528 становника.

## Демографија
Према попису становништва из 2010. у граду је живело 5.528 становника, што је 5 (0,1%) становника више него 2000. године.
| Група             | 2000.         | 2010.         |
| Белци             | 3.563 (64,5%) | 3.302 (59,7%) |
| Афроамериканци    | 120 (2,2%)    | 146 (2,6%)    |
| Азијати           | 7 (0,1%)      | 24 (0,4%)     |
| Хиспаноамериканци | 1.805 (32,7%) | 2.028 (36,7%) |
| Укупно            | 5.523         | 5.528         |